# Öresundsbanan
Öresundsbanan (danska: Øresundsbanen) är den järnväg som går mellan Malmö och Köpenhamn över Öresundsförbindelsen. Järnvägen passerar bland annat Köpenhamn-Kastrups flygplats. Banan är 38 km lång räknat Köpenhamn H - Malmö C och tar 34 minuter för persontåg. Själva järnvägen Öresundsbanan räknas ofta mellan Vestbanen vid Dybbølsbro och Kontinentalbanan vid Fosieby. Sedan december 2010 ansluter Öresundsbanan direkt till Citytunneln, vilket underlättar tågtrafiken över Öresund, då tågen inte längre behöver vända på Malmö C. Väntetiden på Malmö C har minskat från tio till två minuter. Dessutom går trafiken via Citytunneln två minuter fortare än via Kontinentalbanan.

## Om banan
Öresundsbanan börjar i Sverige vid Fosieby där den ansluter till Kontinentalbanan. I trakten av Hyllie ansluter sedan 2010 Citytunneln. På den danska sidan av förbindelsen har banan förutom järnvägsstationen vid Kastrup stationer i Tårnby och Örestad före Köpenhamn (København H). Sträckan Malmö C-Kastrup är 35 km, har bara två stopp, Hyllie station och Triangelns station,[källa behövs] och körs på 22 minuter, 95 km/h i medel. Sträckan Kastrup-Köpenhamn H har liksom tågens fortsättning norrut mer av pendeltågskaraktär. Sträckan är 11 km och har två mellanliggande stopp (3,7 km mellan stopp i medel) och körs på 13 minuter (50 km/h i medelhastighet). Största tillåtna hastighet på Öresundsbanan är 200 km/h i Sverige från Hyllie till Pepparholm, dvs. till signalsystemgränsen en bit in i Danmark, och 180 km/h i Danmark (endast i tunneln) samt 160 på land. Följande driftplatser finns på den svenska sidan: Fosieby, Svågertorp och Lernacken.

### Skillnader mellan länderna
Den är många skillnader i danska och svenska standarder och regler på järnväg, och på denna bana måste det hanteras. Vid Lernacken, det svenska brofästet, finns gränsen mellan svensk (15 kV, 16 2/3 Hz) och dansk (25 kV, 50 Hz) standard för strömförsörjning. Endast tåg som anpassats för dubbel spänning, eller icke eldrivna tåg (till exempel med diesel) kan passera denna punkt. Det finns vid denna gränspassage ingen möjlighet att byta mellan rent svensk lok och rent danskt lok. Banan körs med högertrafik hela sträckan, såsom i Danmark, medan alla andra dubbelspåriga järnvägar i Sverige har vänstertrafik. En bro för att byta sida har byggts norr om Malmö. Signalsystemet växlar mellan länderna på ön Pepparholm. Reglerna för ombordpersonalens ansvar och utbildning är i första hand danska. Förarna måste vara godkända i båda länder. Vid Hyllie station och norrut kan rent svenskanpassade tåg gå.

## Trafik
Banan trafikeras av Öresundståg, samt fjärrtåg från Stockholm och Göteborg till Köpenhamn. Till och med december 2017 körde DSB direkttåg mellan Köpenhamn och Ystad (via Ystadbanan), en viktig länk för trafikanter till/från Bornholm.
Den kraftigt växande arbetspendlingen mellan Malmöregionen och Köpenhamnsregionen har skapat kapacitetsproblem på banan. Fram till 2010 begränsade Malmö Centralstation kapaciteten till tåg var 20:e minut. Det gjorde att många fick stå hela vägen i rusningstrafiken. Från 2011, med Citytunneln, går det Öresundståg över bron var 10:e minut. Istället är det stationer med bara två spår, Kastrup, Nørreport och delvis Triangeln som begränsar kapaciteten, även om det år 2011 är bristen på fordon (X31) som är hindret för utökning av utbudet. X31 i Öresundstågen kan förlängas när fler fordon finns levererade. Längdgränsen är nio vagnar (240 m) på grund av perronglängd på flera stationer.
Antalet tåg var under år 2009 67 360 varav 56 763 persontåg och 7 250 godståg och resten tomma persontåg eller arbetståg. 11 184 000 enkelresor gjordes med persontåg över bron 2009.
Enligt UIC hade denna järnvägssträcka under 2012 de dyraste andraklassbiljetterna i Europa, med kilometerpriset 2,10 SEK. Undersökningen omfattade 103 järnvägssträckor. Detta pris är uträknat på sträckan Malmö-Köpenhamn på 52,7 km men inkluderar inte den förkortning som Citytunneln innebär och vilken gjorde kilometerpriset dyrare än Eurostar.

## Galleri

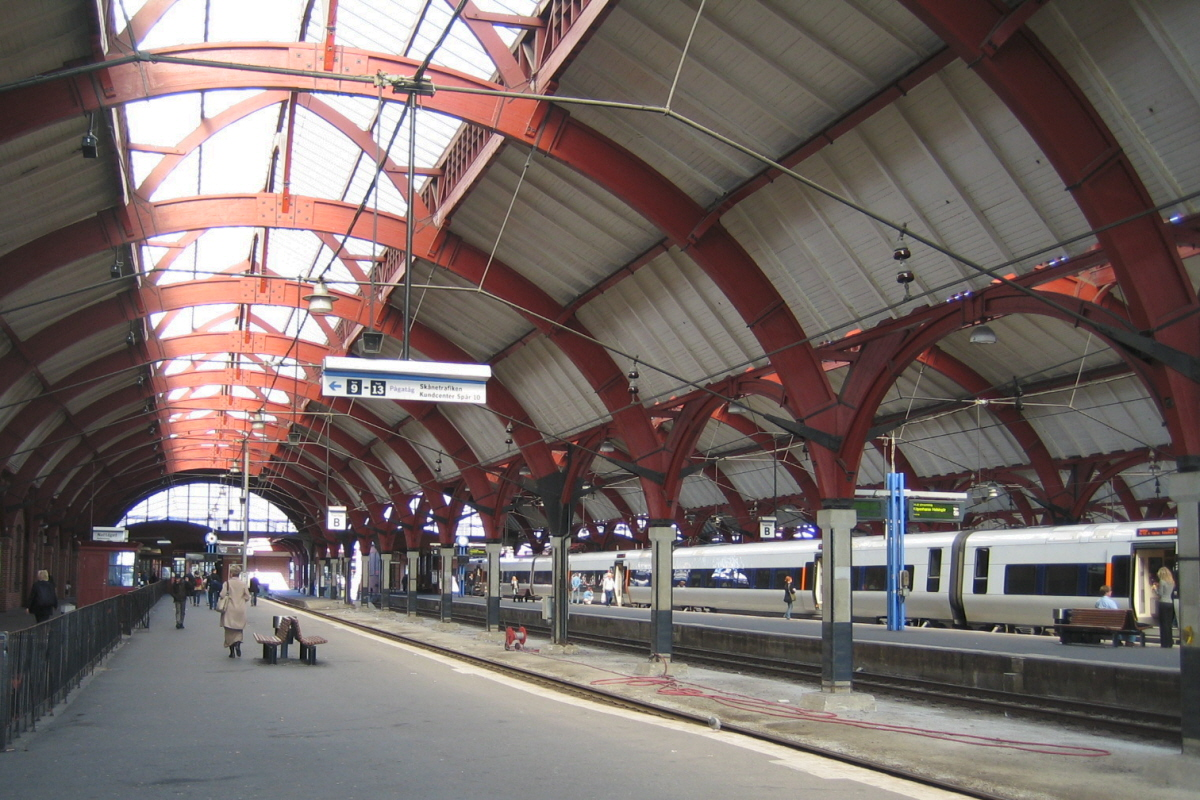
Malmö C Övre
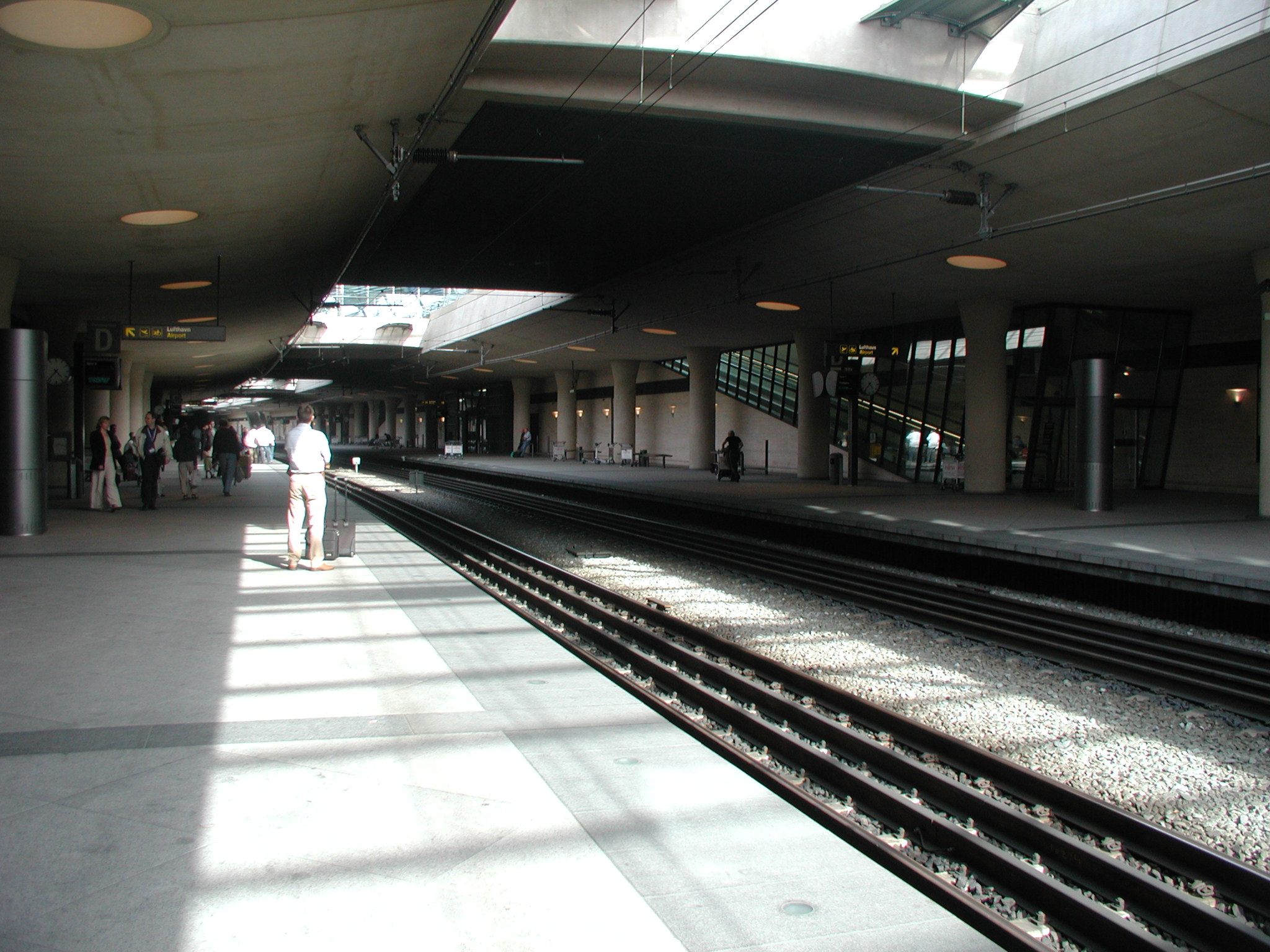
Kastrup Lufthavn Station
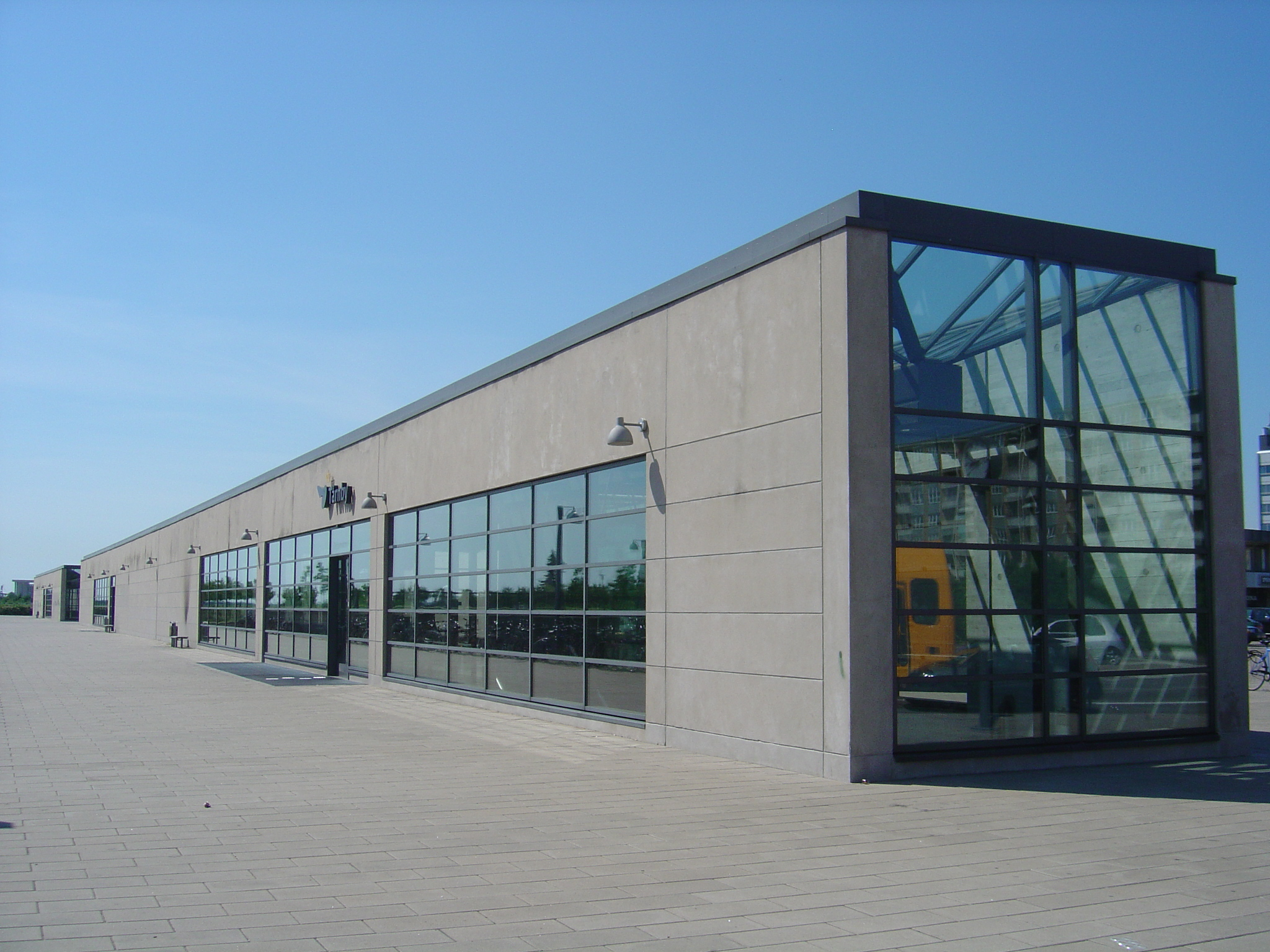
Tårnby Station
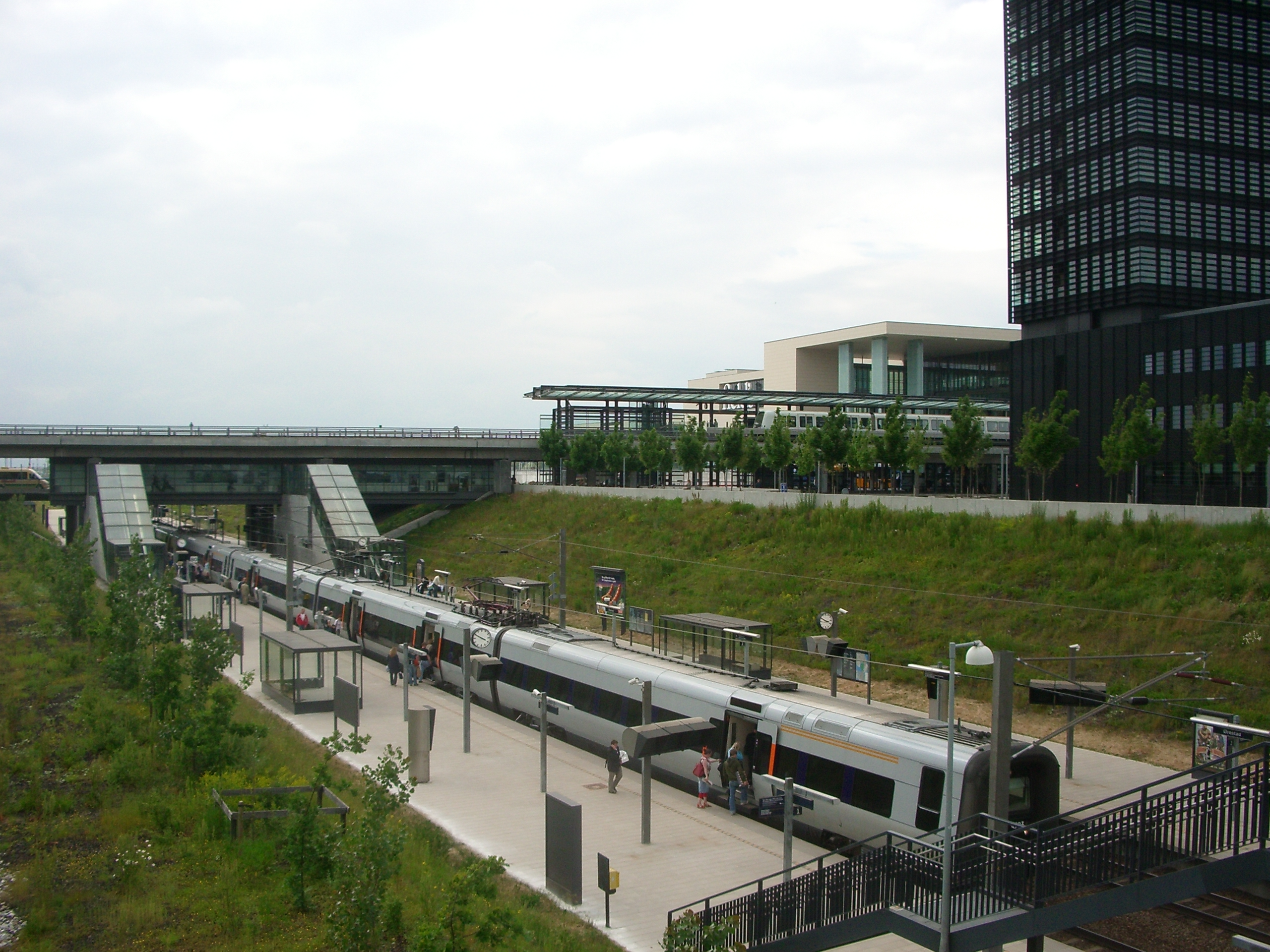
Ørestad Station
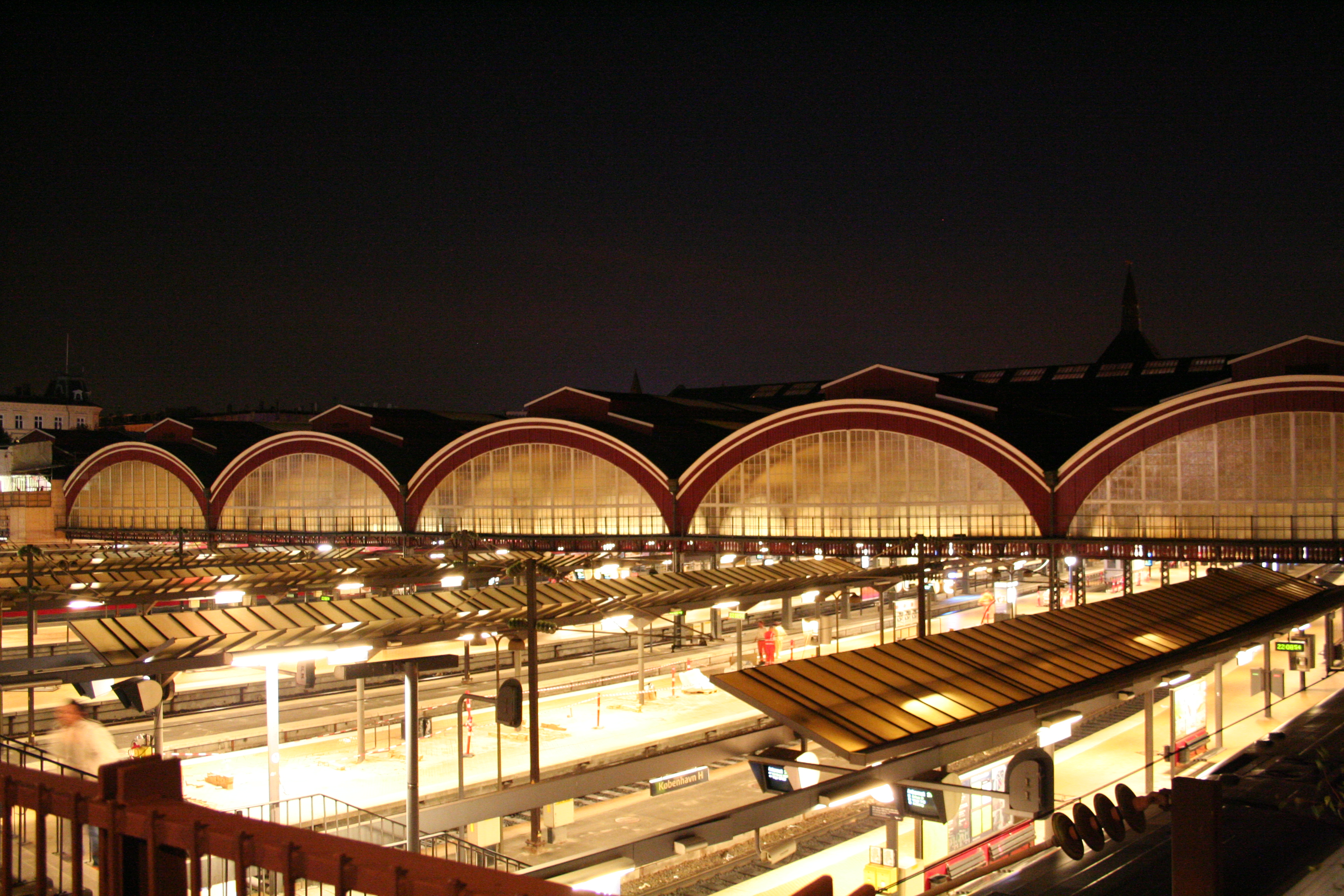
Københavns Hovedbanegård